# Grosse-Île
Grosse-Île es un municipio canadiense situado en la provincia de Quebec.

## Superficie
Grosse-Île tiene una superficie de 32,28 km².

## Demografía
En 2021, tenía 464 habitantes, una densidad poblacional de 14,4 hab./km², y 252 viviendas.